# Europese top-16 tafeltennis
De Europa Top-16 is een Europees tafeltennistoernooi dat jaarlijks wordt georganiseerd door de Europese Tafeltennisunie (ETTU). Hierin nemen zowel de zestien sterkste spelers als de zestien sterkste speelsters van Europa het tegen elkaar op. Recordwinnaars bij de mannen zijn de Zweed Jan-Ove Waldner en de Duitser Timo Boll met ieder zeven overwinningen. Bij de vrouwen zijn dit de Hongaarse Beatrix Kisházi en de Nederlandse Li Jiao met ieder vier overwinningen. Tot 2014 heette het toernooi Europa Top-12 of ook wel Europa Cup.

## Historie
Het toernooi werd voor het eerst gehouden in 1971 voor zowel mannen als vrouwen in de toenmalige Joegoslavische stad Zadar. De eerste editie werd bij de mannen gewonnen door de Hongaar István Jónyer en bij de vrouwen door de Hongaarse Beatrix Kisházi. 
De twaalf deelnemers (in 1971 waren er zes vrouwen toegelaten) worden door de nationale bonden genomineerd aan de hand van een Europese ranglijst. De elf hoogstgeplaatste spelers op de ETTU-ranglijst zijn verzekerd van deelname, de twaalfde plek  wordt toegekend aan een speler van het organiserende land, voor zover deze minimaal bij de eerste 40 op de ETTU-ranglijst staat en er niet al een deelnemer bij de eerste elf van dat land speelgerechtigd is. In 1985 werd het toernooi voor het eerst ook voor junioren gehouden.
Tot 1989 speelden de twaalf deelnemers tegen elkaar waarbij elke speler eenmaal uitkwam tegen de elf anderen. De uiteindelijke winnaar was diegene die de meeste punten hierbij vergaarde.  In 1990 werd het speelschema gewijzigd. De spelers werden ingedeeld in twee groepen waarbij elke speler eenmaal tegen elke speler uit zijn groep uitkwam. De eerste twee in de eindrangschikking per groep streden verder om de plaatsen 1 tot en met 4, waarbij de beide eersten uit de groep speelden tegen de tweede van de andere groep. De winnaars speelden in de finale, de verliezers speelden om de derde en vierde plaats. 
In 2008 werd het speelschema nogmaals aangepast en werden de spelers ingedeeld in drie groepen van vier, waarbij zij elk eenmaal tegen elkaar spelen. De laatste in de groep is uitgeschakeld, de acht overigen spelen verder tegen elkaar in een knock-outsysteem, achtereenvolgens in een kwartfinale, halve finale en finale.
De Europese top-12 vond in 2013 niet plaats vanwege een gebrek aan een organiserend land. Het evenement keerde in februari 2014 terug. In 2015 werd de naam van het toernooi gewijzigd naar Europese top-16. Dimitrij Ovtcharov was hiervan de eerste winnaar bij de mannen. Liu Jia won de eerste editie bij de vrouwen.

## Belgische en Nederlandse prestaties
Voor België was Jean-Michel Saive in 1994 winnaar bij de mannen. In de lijst van winnaars bij de mannen vinden we geen Nederlanders. Bij de vrouwen was Nederland wel succesvol met acht overwinningen t.w.: Bettine Vriesekoop in 1982 en 1985, Mirjam Hooman-Kloppenburg in 1991, Li Jiao in 2006, 2007 en 2010 en 2011 en Li Jie in 2017.

## Uitslagen bij de mannen
| Jaar | Locatie           | Goud                   | Zilver             | Brons                                  |
| ---- | ----------------- | ---------------------- | ------------------ | -------------------------------------- |
| 2025 | Montreux          | Alexis Lebrun          | Darko Jorgić       | Patrick Franziska Truls Möregårdh      |
| 2024 | Montreux          | Darko Jorgić (3)       | Truls Möregårdh    | Marcos Freitas Alexis Lebrun           |
| 2023 | Montreux          | Darko Jorgić (2)       | Dang Qiu           | Dimitrij Ovtcharov Liam Pitchford      |
| 2022 | Montreux          | Darko Jorgić           | Truls Möregårdh    | Timo Boll Patrick Franziska            |
| 2021 | Thessaloniki      | Patrick Franziska      | Marcos Freitas     | Mattias Falck Emmanuel Lebesson        |
| 2020 | Montreux          | Timo Boll (7)          | Darko Jorgić       | Robert Gardos                          |
| 2019 | Montreux          | Dimitrij Ovtcharov (5) | Vladimir Samsonov  | Timo Boll                              |
| 2018 | Montreux          | Timo Boll (6)          | Dimitrij Ovtcharov | Jonathan Groth                         |
| 2017 | Antibes           | Dimitrij Ovtcharov (4) | Aleksandr Sjibajev | Simon Gauzy                            |
| 2016 | Gondomar          | Dimitrij Ovtcharov (3) | João Monteiro      | Aleksandr Sjibajev                     |
| 2015 | Bakoe             | Dimitrij Ovtcharov (2) | Marcos Freitas     | Panagiotis Gionis                      |
| 2014 | Lausanne          | Marcos Freitas         | Michael Maze       | Dimitrij Ovtcharov                     |
| 2013 | Niet gespeeld     | -                      | -                  | -                                      |
| 2012 | Lyon              | Dimitrij Ovtcharov     | Kirill Skatsjkov   | Chen Weixing Vladimir Samsonov         |
| 2011 | Luik              | Kalinikos Kreanga      | Vladimir Samsonov  | Werner Schlager Aleksej Smirnov        |
| 2010 | Düsseldorf        | Timo Boll (5)          | Vladimir Samsonov  | Chen Weixing Kalinikos Kreanga         |
| 2009 | Düsseldorf        | Timo Boll (4)          | Vladimir Samsonov  | Kalinikos Kreanga Michael Maze         |
| 2008 | Frankfurt am Main | Werner Schlager (2)    | Vladimir Samsonov  | Jean-Michel Saive Aleksej Smirnov      |
| 2007 | Arezzo            | Vladimir Samsonov (4)  | Kalinikos Kreanga  | Zoran Primorac Aleksej Smirnov         |
| 2006 | Kopenhagen        | Timo Boll (3)          | Werner Schlager    | Michael Maze Zoran Primorac            |
| 2005 | Rennes            | Aleksej Smirnov        | Vladimir Samsonov  | Timo Boll Damien Éloi                  |
| 2004 | Frankfurt am Main | Michael Maze           | Werner Schlager    | Petr Korbel Aleksej Smirnov            |
| 2003 | Saarbrücken       | Timo Boll (2)          | Vladimir Samsonov  | Michael Maze Werner Schlager           |
| 2002 | Rotterdam         | Timo Boll              | Vladimir Samsonov  | Patrick Chila Damien Éloi              |
| 2001 | Wels              | Vladimir Samsonov (3)  | Peter Karlsson     | Petr Korbel Jean-Michel Saive          |
| 2000 | Alassio           | Werner Schlager        | Yang Min           | Jean-Philippe Gatien Jörg Roßkopf      |
| 1999 | Split             | Vladimir Samsonov (2)  | Christophe Legoût  | Jean-Philippe Gatien Kalinikos Kreanga |
| 1998 | Halmstad          | Vladimir Samsonov      | Peter Karlsson     | Jean-Michel Saive Jan-Ove Waldner      |
| 1997 | Eindhoven         | Jean-Philippe Gatien   | Vladimir Samsonov  | Zoran Primorac Jan-Ove Waldner         |
| 1996 | Dijon             | Jan-Ove Waldner (7)    | Jean-Michel Saive  | Jean-Philippe Gatien Yang Min          |
| 1995 | Charleroi         | Jan-Ove Waldner (6)    | Erik Lindh         | Jean-Philippe Gatien Jean-Michel Saive |
| 1994 | Arezzo            | Jean-Michel Saive      | Jan-Ove Waldner    | Peter Karlsson Zoran Primorac          |
| 1993 | Kopenhagen        | Jan-Ove Waldner (5)    | Peter Karlsson     | Jörg Roßkopf Jean-Michel Saive         |
| 1992 | Wenen             | Jörgen Persson         | Jörg Roßkopf       | Zoran Primorac                         |
| 1991 | 's-Hertogenbosch  | Erik Lindh             | Jan-Ove Waldner    | Jörgen Persson                         |
| 1990 | Hannover          | Mikael Appelgren (2)   | Jan-Ove Waldner    | Andrzej Grubba                         |
| 1989 | Charleroi         | Jan-Ove Waldner (4)    | Erik Lindh         | Jörgen Persson                         |
| 1988 | Ljubljana         | Jan-Ove Waldner (3)    | Jörgen Persson     | Andrzej Grubba                         |
| 1987 | Bazel             | Desmond Douglas        | Jan-Ove Waldner    | Jörgen Persson                         |
| 1986 | Södertälje        | Jan-Ove Waldner (2)    | Desmond Douglas    | Erik Lindh                             |
| 1985 | Barcelona         | Andrzej Grubba         | Jindřich Panský    | Mikael Appelgren                       |
| 1984 | Bratislava        | Jan-Ove Waldner        | Jindřich Panský    | Mikael Appelgren                       |
| 1983 | Thornaby          | Milan Orlowski (2)     | Desmond Douglas    | Mikael Appelgren                       |
| 1982 | Nantes            | Mikael Appelgren       | Milan Orlowski     | Desmond Douglas                        |
| 1981 | Miskolc           | Tibor Klampár          | Stellan Bengtsson  | Dragutin Šurbek                        |
| 1980 | München           | Stellan Bengtsson (2)  | Ulf Thorsell       | Jacques Secrétin                       |
| 1979 | Kristianstad      | Dragutin Šurbek (2)    | Desmond Douglas    | Jacques Secrétin                       |
| 1978 | Praag             | Gábor Gergely          | Milan Orlowski     | Stellan Bengtsson                      |
| 1977 | Sarajevo          | Milan Orlowski         | Dragutin Šurbek    | Jacques Secrétin                       |
| 1976 | Lübeck            | Dragutin Šurbek        | Kjell Johansson    | Sarkis Sartsjajan                      |
| 1975 | Wenen             | Kjell Johansson        | Anton Stipančić    | István Jónyer                          |
| 1974 | Trollhättan       | István Jónyer (2)      | Milan Orlowski     | Stellan Bengtsson                      |
| 1973 | Böblingen         | Stellan Bengtsson      | Dragutin Šurbek    | Anton Stipančić                        |
| 1972 | Zagreb            | Anton Stipančić        | Stellan Bengtsson  | Dragutin Šurbek                        |
| 1971 | Zadar             | István Jónyer          | Anton Stipančić    | Dragutin Šurbek                        |

## Medaillespiegel mannen

### Landen
| Rang | Land              |    |    |    | Totaal |
| ---- | ----------------- | -- | -- | -- | ------ |
| 1    | Zweden            | 14 | 16 | 14 | 44     |
| 2    | Duitsland         | 13 | 3  | 9  | 25     |
| 3    | Wit-Rusland       | 4  | 9  | 1  | 14     |
| 4    | Hongarije         | 4  | 0  | 1  | 5      |
| 5    | Joegoslavië       | 3  | 4  | 4  | 11     |
| 6    | Slovenië          | 3  | 2  | 0  | 5      |
| 7    | Tsjecho-Slowakije | 2  | 5  | 0  | 7      |
| 8    | Oostenrijk        | 2  | 2  | 5  | 9      |
| 9    | Frankrijk         | 2  | 1  | 13 | 16     |
| 10   | Engeland          | 1  | 3  | 2  | 6      |
| 11   | Portugal          | 1  | 3  | 1  | 5      |
| 12   | Rusland           | 1  | 2  | 5  | 8      |
| 13   | België            | 1  | 1  | 5  | 7      |
| 14   | Denemarken        | 1  | 1  | 4  | 6      |
| 14   | Griekenland       | 1  | 1  | 4  | 6      |
| 16   | Polen             | 1  | 0  | 2  | 3      |
| 17   | Italië            | 0  | 1  | 1  | 2      |
| 18   | Kroatië           | 0  | 0  | 5  | 5      |
| 19   | Tsjechië          | 0  | 0  | 2  | 2      |
| 20   | Sovjet-Unie       | 0  | 0  | 1  | 1      |
|      |                   | 54 | 54 | 79 | 187    |

### Meervoudige winnaars
| Rang | Land               |   |   |   | Totaal |
| ---- | ------------------ | - | - | - | ------ |
| 1    | Jan-Ove Waldner    | 7 | 4 | 2 | 13     |
| 2    | Timo Boll          | 7 | 0 | 3 | 10     |
| 3    | Dimitrij Ovtcharov | 5 | 1 | 2 | 8      |
| 4    | Vladimir Samsonov  | 4 | 9 | 1 | 14     |
| 5    | Darko Jorgić       | 3 | 1 | 0 | 4      |
| 6    | Milan Orlowski     | 2 | 3 | 0 | 5      |
| 7    | Dragutin Šurbek    | 2 | 2 | 3 | 7      |
| 8    | Stellan Bengtsson  | 2 | 2 | 2 | 6      |
| 8    | Werner Schlager    | 2 | 2 | 2 | 6      |
| 10   | Mikael Appelgren   | 2 | 0 | 3 | 5      |
| 11   | István Jónyer      | 2 | 0 | 1 | 3      |

## Uitslagen bij de vrouwen
| Jaar | Locatie           | Goud                      | Zilver                 | Brons                                   |
| ---- | ----------------- | ------------------------- | ---------------------- | --------------------------------------- |
| 2025 | Montreux          | Han Ying (3)              | Elizabeta Samara       | Shan Xiaona Sabine Winter               |
| 2024 | Montreux          | Jia Nan Yuan              | Sofia Polcanova        | Nina Mittelham Bernadette Szőcs         |
| 2023 | Montreux          | Han Ying (2)              | Sofia Polcanova        | Nina Mittelham Shao Jieni               |
| 2022 | Montreux          | Han Ying                  | Polina Michajlova      | Sofia Polcanova Bernadette Szőcs        |
| 2021 | Thessaloniki      | Nina Mittelham            | Yu Fu                  | Hana Matelová Bernadette Szőcs          |
| 2020 | Montreux          | Petrissa Solja (2)        | Britt Eerland          | Sofia Polcanova                         |
| 2019 | Montreux          | Petrissa Solja            | Bernadette Szőcs       | Sofia Polcanova                         |
| 2018 | Montreux          | Bernadette Szőcs          | Li Jie                 | Elizabeta Samara                        |
| 2017 | Antibes           | Li Jie                    | Petrissa Solja         | Sabine Winter                           |
| 2016 | Gondomar          | Shen Yanfei               | Melek Hu               | Liu Jia                                 |
| 2015 | Bakoe             | Liu Jia (3)               | Petrissa Solja         | Irene Ivancan                           |
| 2014 | Lausanne          | Liu Jia (2)               | Viktoria Pavlovitsj    | Li Jiao                                 |
| 2013 | Niet gespeeld     | -                         | -                      | -                                       |
| 2012 | Lyon              | Wu Jiaduo                 | Li Jie                 | Ni Xialian Viktoria Pavlovitsj          |
| 2011 | Luik              | Li Jiao (4)               | Viktoria Pavlovitsj    | Melek Hu Li Jie                         |
| 2010 | Düsseldorf        | Li Jiao (3)               | Li Qian                | Li Jie Krisztina Tóth                   |
| 2009 | Düsseldorf        | Li Qian                   | Li Jie                 | Liu Jia Wu Jiaduo                       |
| 2008 | Frankfurt am Main | Li Jiao (2)               | Li Qian                | Viktoria Pavlovitsj Wu Jiaduo           |
| 2007 | Arezzo            | Li Jiao                   | Nikoleta Stefanova     | Liu Jia Mihaela Şteff                   |
| 2006 | Kopenhagen        | Tamara Boroš (2)          | Liu Jia                | Li Jiao Mihaela Şteff                   |
| 2005 | Rennes            | Liu Jia                   | Krisztina Tóth         | Li Jiao Mihaela Şteff                   |
| 2004 | Frankfurt am Main | Nicole Struse             | Jie Schöpp             | Tamara Boroš Liu Jia                    |
| 2003 | Saarbrücken       | Jie Schöpp                | Tamara Boroš           | Galina Melnik Krisztina Tóth            |
| 2002 | Rotterdam         | Tamara Boroš              | Nicole Struse          | Ni Xialian Viktoria Pavlovitsj          |
| 2001 | Wels              | Csilla Bátorfi (3)        | Ni Xialian             | Otilia Bădescu Tamara Boroš             |
| 2000 | Alassio           | Qianhong Gotsch (2)       | Mihaela Şteff          | Ni Xialian Jie Schöpp                   |
| 1999 | Split             | Qianhong Gotsch           | Jing Tian-Zörner       | Tamara Boroš Ni Xialian                 |
| 1998 | Halmstad          | Ni Xialian (3)            | Nicole Struse          | Csilla Bátorfi Marie Svensson           |
| 1997 | Eindhoven         | Ni Xialian (2)            | Jie Schöpp             | Otilia Bădescu Olga Nemes               |
| 1996 | Dijon             | Ni Xialian                | Csilla Bátorfi         | Nicole Struse Bettine Vriesekoop        |
| 1995 | Charleroi         | Otilia Bădescu            | Emilia Ciosu           | Jie Schöpp Nicole Struse                |
| 1994 | Arezzo            | Jie Schöpp                | Otilia Bădescu         | Mirjam Hooman-Kloppenburg Nicole Struse |
| 1993 | Kopenhagen        | Emilia Ciosu              | Olga Nemes             | Otilia Bădescu Åsa Svensson             |
| 1992 | Wenen             | Csilla Bátorfi (2)        | Marie Svensson         | Otilia Bădescu                          |
| 1991 | 's-Hertogenbosch  | Mirjam Hooman-Kloppenburg | Gabriella Wirth        | Bettine Vriesekoop                      |
| 1990 | Hannover          | Gabriella Wirth           | Olga Nemes             | Wang Xiaoming                           |
| 1989 | Charleroi         | Olga Nemes (2)            | Csilla Bátorfi         | Daniela Gergeltsjewa                    |
| 1988 | Ljubljana         | Fliura Bulatova (2)       | Bettine Vriesekoop     | Olga Nemes                              |
| 1987 | Bazel             | Csilla Bátorfi            | Edit Urbán             | Fliura Bulatova                         |
| 1986 | Södertälje        | Fliura Bulatova           | Olga Nemes             | Daniela Gergeltsjewa                    |
| 1985 | Barcelona         | Bettine Vriesekoop (2)    | Zsuzsa Oláh            | Marie Hrachová                          |
| 1984 | Bratislava        | Marie Hrachová            | Bettine Vriesekoop     | Valentina Popova                        |
| 1983 | Thornaby          | Olga Nemes                | Fliura Bulatova        | Bettine Vriesekoop                      |
| 1982 | Nantes            | Bettine Vriesekoop        | Jill Hammersley        | Marie Hrachová                          |
| 1981 | Miskolc           | Jill Hammersley (3)       | Bettine Vriesekoop     | Valentina Popova                        |
| 1980 | München           | Jill Hammersley (2)       | Bettine Vriesekoop     | Gabriella Szabó                         |
| 1979 | Kristianstad      | Gabriella Szabó           | Maria Alexandru        | Erzsébet Palatinus                      |
| 1978 | Praag             | Jill Hammersley           | Bettine Vriesekoop     | Valentina Popova                        |
| 1977 | Sarajevo          | Beatrix Kisházi (4)       | Jill Hammersley        | Ilona Uhliková-Vostová                  |
| 1976 | Lübeck            | Ann-Christin Hellman (2)  | Ilona Uhliková-Vostová | Erzsébet Palatinus                      |
| 1975 | Wenen             | Ann-Christin Hellman      | Wiebke Hendriksen      | Henriette Lotaller                      |
| 1974 | Trollhättan       | Zoja Roednova             | Maria Alexandru        | Judit Magos                             |
| 1973 | Böblingen         | Beatrix Kisházi (3)       | Judit Magos            | Ilona Vostová                           |
| 1972 | Zagreb            | Beatrix Kisházi (2)       | Maria Alexandru        | Zoja Roednova                           |
| 1971 | Zadar             | Beatrix Kisházi           | Ilona Vostová          | Alice Grofová                           |

## Medaillespiegel vrouwen

### Landen
| Rang | Land                           |    |    |    | Totaal |
| ---- | ------------------------------ | -- | -- | -- | ------ |
| 1    | Duitsland Incl. West-Duitsland | 13 | 11 | 15 | 39     |
| 2    | Hongarije                      | 9  | 7  | 6  | 22     |
| 3    | Nederland                      | 8  | 9  | 9  | 26     |
| 4    | Roemenië                       | 4  | 8  | 11 | 23     |
| 5    | Oostenrijk                     | 3  | 3  | 7  | 13     |
| 6    | Engeland                       | 3  | 2  | 0  | 5      |
| 7    | Sovjet-Unie                    | 3  | 1  | 5  | 9      |
| 8    | Luxemburg                      | 3  | 1  | 4  | 8      |
| 9    | Kroatië                        | 2  | 1  | 3  | 6      |
| 10   | Zweden                         | 2  | 1  | 2  | 5      |
| 11   | Tsjecho-Slowakije              | 1  | 2  | 5  | 8      |
| 12   | Polen                          | 1  | 2  | 0  | 3      |
| 13   | Frankrijk                      | 1  | 0  | 1  | 2      |
| 14   | Spanje                         | 1  | 0  | 0  | 1      |
| 15   | Wit-Rusland                    | 0  | 2  | 3  | 5      |
| 16   | Portugal                       | 0  | 1  | 1  | 2      |
| 16   | Rusland                        | 0  | 1  | 1  | 2      |
| 16   | Turkije                        | 0  | 1  | 1  | 2      |
| 19   | Italië                         | 0  | 1  | 0  | 1      |
| 20   | Bulgarije                      | 0  | 0  | 2  | 2      |
| 20   | Joegoslavië                    | 0  | 0  | 2  | 2      |
| 22   | Tsjechië                       | 0  | 0  | 1  | 1      |
|      |                                | 54 | 54 | 79 | 187    |

### Meervoudige winnaars
| Rang | Land                 |   |   |   | Totaal |
| ---- | -------------------- | - | - | - | ------ |
| 1    | Li Jiao              | 4 | 0 | 3 | 7      |
| 2    | Beatrix Kisházi      | 4 | 0 | 0 | 4      |
| 3    | Csilla Bátorfi       | 3 | 2 | 1 | 6      |
| 4    | Jill Hammersley      | 3 | 2 | 0 | 5      |
| 5    | Liu Jia              | 3 | 1 | 4 | 8      |
| 5    | Ni Xialian           | 3 | 1 | 4 | 8      |
| 7    | Han Ying             | 3 | 0 | 0 | 3      |
| 8    | Bettine Vriesekoop   | 2 | 5 | 3 | 10     |
| 9    | Olga Nemes           | 2 | 3 | 2 | 7      |
| 10   | Petrissa Solja       | 2 | 2 | 0 | 4      |
| 11   | Tamara Boroš         | 2 | 1 | 3 | 6      |
| 12   | Fliura Bulatova      | 2 | 1 | 1 | 4      |
| 12   | Qianhong Gotsch      | 2 | 0 | 0 | 2      |
| 12   | Ann-Christin Hellman | 2 | 0 | 0 | 2      |

## Gezamenlijke medaillespiegel
| Rang | Land              |     |     |     | Totaal |
| ---- | ----------------- | --- | --- | --- | ------ |
| 1    | Duitsland         | 25  | 11  | 23  | 59     |
| 2    | Zweden            | 16  | 17  | 16  | 49     |
| 3    | Hongarije         | 13  | 7   | 9   | 29     |
| 4    | Nederland         | 8   | 9   | 9   | 26     |
| 5    | Oostenrijk        | 5   | 5   | 12  | 22     |
| 6    | Wit-Rusland       | 4   | 11  | 4   | 19     |
| 7    | Roemenië          | 4   | 8   | 10  | 22     |
| 8    | Engeland          | 4   | 5   | 2   | 11     |
| 9    | Tsjecho-Slowakije | 3   | 7   | 5   | 15     |
| 10   | Joegoslavië       | 3   | 4   | 6   | 13     |
| 11   | Slovenië          | 3   | 2   | 0   | 5      |
| 12   | Frankrijk         | 3   | 1   | 14  | 18     |
| 13   | Sovjet-Unie       | 3   | 1   | 6   | 10     |
| 14   | Luxemburg         | 3   | 1   | 4   | 8      |
| 15   | Polen             | 2   | 2   | 2   | 6      |
| 16   | Kroatië           | 2   | 1   | 7   | 10     |
| 17   | Portugal          | 1   | 4   | 2   | 7      |
| 18   | Rusland           | 1   | 3   | 6   | 10     |
| 19   | West-Duitsland    | 1   | 3   | 1   | 5      |
| 20   | België            | 1   | 1   | 5   | 7      |
| 21   | Denemarken        | 1   | 1   | 4   | 6      |
| 21   | Griekenland       | 1   | 1   | 4   | 6      |
| 23   | Spanje            | 1   | 0   | 0   | 1      |
| 24   | Italië            | 0   | 2   | 1   | 3      |
| 25   | Turkije           | 0   | 1   | 1   | 2      |
| 26   | Tsjechië          | 0   | 0   | 3   | 3      |
| 27   | Bulgarije         | 0   | 0   | 2   | 2      |
|      |                   | 108 | 108 | 158 | 374    |

## Organiserende landen
| Aantal | Land              | Organisaties                                               |
| ------ | ----------------- | ---------------------------------------------------------- |
| 1      | Zwitserland       | 9 (1987, 2014, 2018, 2019, 2020, 2022, 2023, 2024 en 2025) |
| 2      | Duitsland         | 5 (2003, 2004, 2008, 2009 en 2010)                         |
| 2      | Frankrijk         | 5 (1982, 1996, 2006, 2012 en 2017)                         |
| 4      | West-Duitsland    | 4 (1973, 1976, 1980 en 1990)                               |
| 4      | Joegoslavië       | 4 (1971, 1972, 1977 en 1988)                               |
| 4      | Zweden            | 4 (1974, 1979, 1986 en 1998)                               |
| 7      | België            | 3 (1989, 1995 en 2011)                                     |
| 7      | Italië            | 3 (1994, 2000 en 2007)                                     |
| 7      | Nederland         | 3 (1991, 1997 en 2002)                                     |
| 7      | Oostenrijk        | 3 (1975, 1992 en 2001)                                     |
| 11     | Denemarken        | 2 (1993 en 2006)                                           |
| 11     | Tsjecho-Slowakije | 2 (1978 en 1984)                                           |
| 13     | Azerbeidzjan      | 1 (2015)                                                   |
| 13     | Engeland          | 1 (1983)                                                   |
| 13     | Griekenland       | 1 (2021)                                                   |
| 13     | Hongarije         | 1 (1981)                                                   |
| 13     | Kroatië           | 1 (1999)                                                   |
| 13     | Portugal          | 1 (2016)                                                   |
| 13     | Spanje            | 1 (1985)                                                   |